# Gil de Siloé
Gil de Siloé (Norimberga, 1440 – 1501) è stato uno scultore spagnolo.

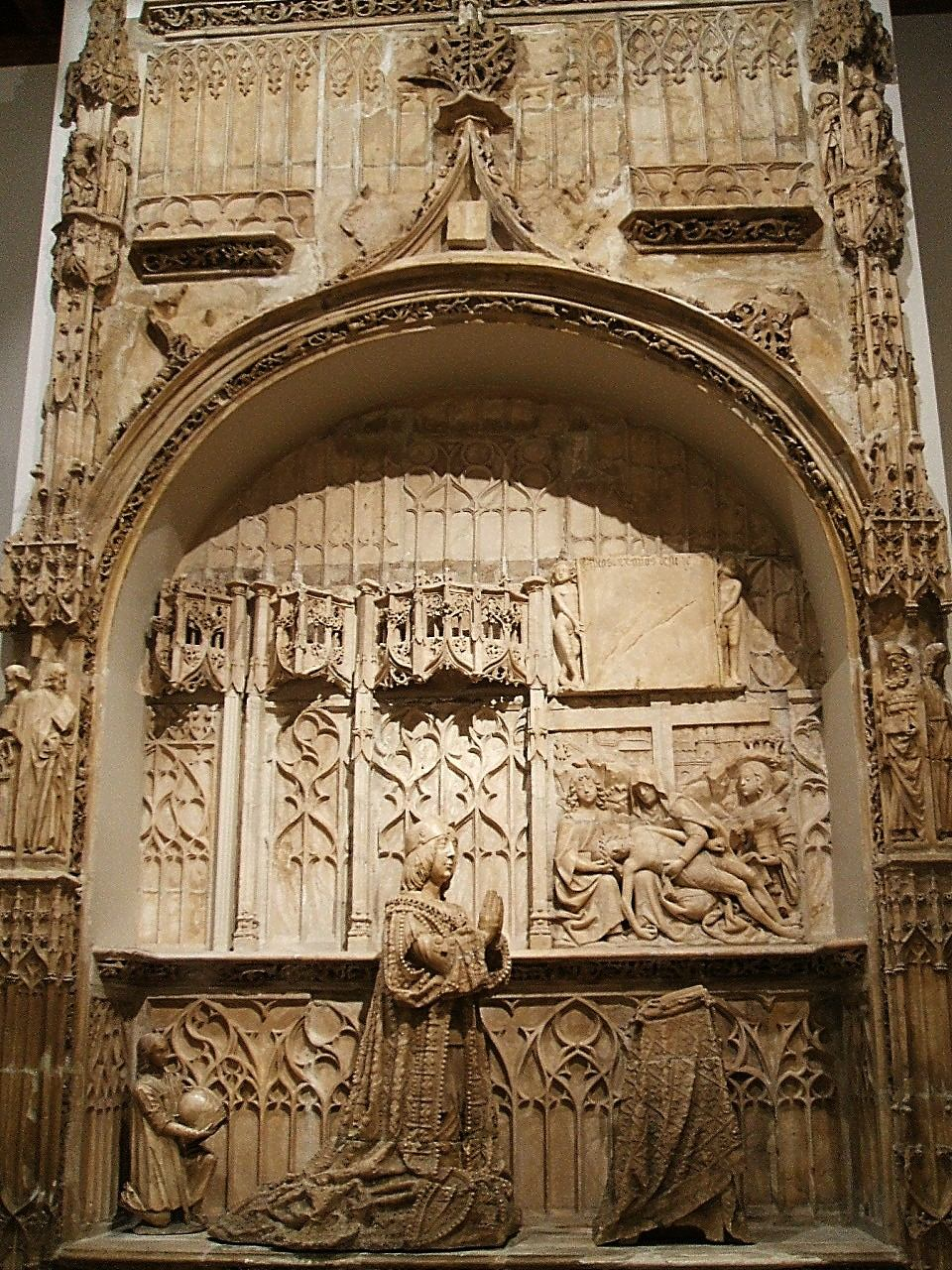
Sepolcro di Don Juan de Padilla, di Gil de Silóe, presso il Museo di Burgos

Fu attivo nell'ultima parte del XV secolo e viene considerato uno dei più importanti scultori della sua epoca.

## Biografia
Originario di Norimberga da famiglia ebrea, il cui vero nome era Abramo, ricevette in Italia la formazione artistica, ma le sue opere di esordio le realizzò in Germania. 
Questo artista è anche conosciuto con il nome di Gil de Emberres.
Siloé fu attivo principalmente in Spagna a Burgos dal 1486 al 1501. 
La sua poetica artistica, di espressione tardo-gotica, fu contaminata da un gusto proprio, nato dall'unione degli stili nordici, italiani e dall'arte mudéjar. Si distinse per una spiccata fantasia e immaginazione, oltre che per una notevole varietà di temi ed un profondo virtuosismo tecnico.
Tra le sue opere più celebri non possono non essere menzionate: l'altare maggiore (in collaborazione con D. De La Cruz, 1486-88), il monumento funebre di Giovanni II di Castiglia e Isabella di Portogallo nella Certosa di Miraflores (1489-93) presso Burgos, caratterizzato da uno schema mudejar e da figurazioni sacre ed allegoriche, il polittico nella cappella del Conestabile della Cattedrale di Burgos e la tomba di Juan de Padilla del Monastero reale di la Nostra Signora di Fresdelval (Burgos) ora nel museo provinciale della medesima città, impreziosito da un gusto eclettico di elementi nordici, moreschi e italiani, ben rappresentati da putti nudi inseriti nella vegetazione marmorea.  Realizzò anche il grande polittico di Miraflores, il cui tema principale è formato da un gioco di cerchi che incorniciano un crocefisso.
Anche il figlio Diego fu importante architetto e scultore del Rinascimento spagnolo.